# Aristida californica
Aristida californica es una especie de gramínea perteneciente a la familia de las  poáceas. Es originaria del Desierto de Mojave y Desierto de Sonora en el norte de México,  California y Arizona. 

## Descripción
Aristida californica es una hierba agrupada, que forma matas tupidas peludas de hasta unos 40 centímetros de altura en su hábitat arenoso. La inflorescencia contiene duras espiguillas con un pico largo en la punta y aristas de hasta 4,5 centímetros de largo.

## Taxonomía
Aristida californica fue descrita por Thurb. ex S.Wats. y publicado en Geological Survey of California, Botany 2: 289. 1880.
Etimología
El nombre del género proviene del latín Arista o del griego Aristos (cerdas, o aristas del maíz). 
californica: epíteto geográfico que se refiere a su localización en California.
Sinonimia
- Aristida californica var. fugitiva Vasey
- Aristida fugitiva Vasey ex S.Watson
- Aristida jonesii Vasey
- Aristida peninsularis Hitchc.[2]